# Mihaela Popa
Mihaela Popa (n. 16 aprilie 1962, Huși, Vaslui, România) este o profesoară de matematică și candidată la alegerile parlamentare din partea Partidului România în Acțiune. La alegerile europarlamentare din 2007 a fost aleasă eurodeputat din partea PD și a rămas în funcție până în 2008, când a devenit senatoare de Iași.

## Biografie
Mihaela Popa s-a născut la data de 16 aprilie 1962 în localitatea Huși. După absolvirea studiilor medii la Liceul Teoretic „Mihail Kogălniceanu” din Vaslui, a urmat, în perioada 1980-1984, cursurile Facultății de Matematică din cadrul Universității „Al. I. Cuza” din Iași.
După absolvirea facultății a fost repartizată ca profesoară de matematică la Școala Generală nr. 7 din Vaslui (1984-1990). S-a transferat ca profesoară la Colegiul „Anghel Rugină” din Vaslui (1990-1999), unde a fost și directoare-adjunctă (1994-1999). În paralel a îndeplinit și funcțiile de președinte a Fundației de Tineret „Anghel Rugină” din Vaslui (1990-1999) și secretar al Societății Județene de Matematică din Vaslui (1990-1994). În perioada 1999-2000 a fost și inspector pentru proiecte europene, în cadrul ISJ Vaslui.
Din anul 2000 este profesoară de matematică la Liceul „Vasile Alecsandri” din Iași, unde a îndeplinit funcțiile de directoare educativă (2000-2001) și de directoare-adjunctă (septembrie - decembrie 2007). În intervalul 2001-2007 a fost inspectoare pentru proiecte europene în cadrul ISJ Iași (2001-2005), directoare proiecte europene la Colegiul Privat Richard Wurmbrand din Iași (decembrie 2005 - iunie 2006) și apoi consilieră a secretarului de stat pentru învățământ preuniversitar (iunie 2006 - iulie 2007). În această ultimă calitate a fost membră în Comisia Națională - Granturi pentru proiecte de dezvoltare școlară, membră în Comisia de Lucru care elaborează Legea învățământului preuniversitar și membră în Echipa de Lucru pentru descentralizarea învățământului preuniversitar.
A fost coordonatoare a Proiectului European Grundtvig 2 Creativitate Comunitară pentru o dezvoltare comunitară 2003 - 2005 (Drama In Education). În anul 2004 a primit Ordinul „Meritul pentru învățământ” în grad de Cavaler, conferit de către Președinția României. Este membră fondatoare a O.N.G „Paideia” (Educație și Consiliere pentru familiile monoparentale) - 2002.
Pe 2 aprilie 2012 și-a dat demisia din Biroul Permanent Național al PDL
iar pe 19 aprilie 2012 s-a înscris la PNL.

## Europarlamentară
La alegerile europarlamentare din 25 noiembrie 2007 a fost aleasă ca deputat în Parlamentul European pentru mandatul 2007-2009, candidând pe listele Partidului Democrat pe poziția 11. Printre obiectivele asumate de ea se numără cooperarea internațională în educație, echivalarea diplomelor în învățământ, dar și diminuarea decalajului economic între regiunea cea mai săracă (Regiunea de Nord-Est) și celelalte regiuni din țară.
În calitate de eurodeputată Popa a fost membră a Comisiei pentru cultură și educație, membră supleantă a Comisiei pentru dezvoltare și membră a Grupului Partidului Popular European (Creștin-Democrat) și al Democraților Europeni.

## Viață personală
Popa vorbește limba engleză. Este căsătorită din anul 1983 și are un copil.